# Anika Thompson
Anika Thompson (Oregon, 22 febbraio 2003) è una mezzofondista irlandese.

## Biografia
Nata in Oregon negli Stati Uniti d'America, con antenati, i nonni materni irlandesi di Cork, decide di rappresentare l'Irlanda. Studia all'Università dell'Oregon.
Nel 2024 partecipa ai campionati europei di Roma, giungendo ventesima nei 10000 metri piani.
Il 18 luglio 2025 ai campionati europei under 23 ha vinto la medaglia d'oro nei 10000 metri piani, migliorando il record nazionale promesse, che già deteneva, portandolo a 32'31"47.

## Record nazionali
Promesse (under 23)
- 10000 metri piani: 32'31"47 ( Bergen, 18 luglio 2025)

## Progressione

### 5000 metri piani
| Stagione | Misura      | Luogo     | Data      | Rank. Mond. |
| -------- | ----------- | --------- | --------- | ----------- |
| 2025     | 15'36"58(i) | Boston    | 15-2-2025 |             |
| 2024     | 15'31"93(i) | Boston    | 7-12-2024 |             |
| 2023     | 16'38"32    | Tullamore | 2-7-2023  |             |
| 2022     | 16'46"28    | Eugene    | 23-4-2022 |             |

### 10000 metri piani
| Stagione | Misura   | Luogo     | Data      | Rank. Mond. |
| -------- | -------- | --------- | --------- | ----------- |
| 2025     | 32'31"47 | Bergen    | 18-7-2025 |             |
| 2024     | 32'54"97 | Palo Alto | 29-3-2024 |             |
| 2023     | 33'51"70 | Eugene    | 17-3-2023 |             |
| 2022     | 34'57"60 | Corvallis | 30-4-2022 |             |

## Palmarès
| Anno | Manifestazione | Sede          | Evento        | Risultato | Prestazione | Note                                   |
| ---- | -------------- | ------------- | ------------- | --------- | ----------- | -------------------------------------- |
| 2022 | Europei cross  | Venaria Reale | Corsa U20     | 52ª       | 14'27"      |                                        |
| 2023 | Europei U23    | Espoo         | 10000 m piani | 11ª       | 35'26"91    |                                        |
| 2023 | Europei cross  | Bruxelles     | Corsa U23     | 47ª       | 29'32"      |                                        |
| 2024 | Europei        | Roma          | 10000 m piani | 20ª       | 33'19"42    | [ 3 ]                                  |
| 2025 | Europei U23    | Bergen        | 5000 m piani  | Bronzo    | 15'56"80    |                                        |
| 2025 | Europei U23    | Bergen        | 10000 m piani | Oro       | 32'31"47    | Miglior prestazione nazionale under 23 |

## Campionati nazionali
2023
- Oro ai campionati irlandesi under-23, 5000 m piani - 16'38"32

2024
- 4ª ai campionati irlandesi (Dublino), 5000 metri piani - 16'06"59
- 15ª ai campionati irlandesi (Dublino), 1500 metri piani - 4'32"27